# Цизендорф
Цизендорф (нім. Ziesendorf) — громада в Німеччині, розташована в землі Мекленбург-Передня Померанія. Входить до складу району Росток. Складова частина об'єднання громад Варнов-Вест.
Площа — 26,42 км2. Населення становить 1418 ос. (станом на 31 грудня 2020).

## Галерея

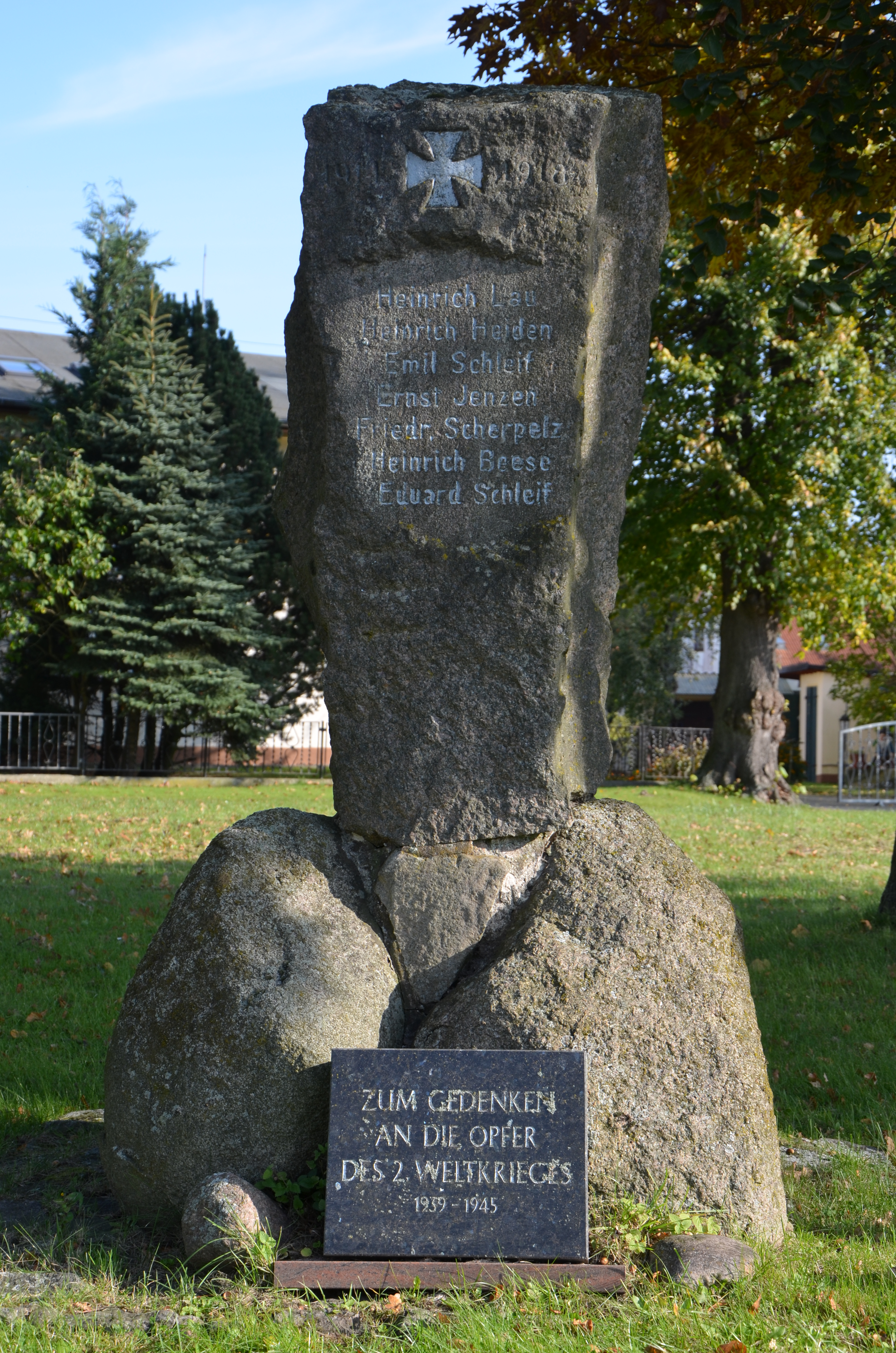